# Тирринг, Ханс
Ханс Тирринг (нем. Hans Thirring; 23 марта 1888, Вена — 22 марта 1976, Вена) — австрийский физик-теоретик, профессор, отец Вальтера Тирринга.

## Биография
Ханс Тирринг родился 23 марта 1888 года в семье школьного учителя в Вене, куда его предки переехали из Тюрингии (отсюда и происхождение фамилии) во время Тридцатилетней войны.
К 1910 году Ганс Тирринг учился вместе с Эрвином Шредингером в Венском университете. Затем он работал в Институте теоретической физики Венского университета, где в 1911 году под руководством Фридриха Газенёрла защитил диссертацию на тему «Некоторые термодинамические соотношения в окрестности критической и тройной точек». В 1927 году стал профессором и до 1938 года руководил Институтом теоретической физики.
В 1927 году у Тирринга родился сын Вальтер, который позже стал известным физиком-теоретиком и сделал значительный вклад в квантовую теорию поля и математическую физику.
После аншлюса Австрии в 1938 году Тирринг был уволен с должности, поскольку активно контактировал с Альбертом Эйнштейном, Зигмундом Фрейдом, был пацифистом и отстаивал антивоенные взгляды. Как вспоминает Гвидо Бек, Тирринг еще в начале 1920-х годов был одним из немногих профессоров Венского университета, который отказывался вести лекции, если к ним не допускали еврейских студентов, за что нередко становился мишенью для многих ультраправых студенческих организаций. Позже после увольнения он работал консультантом во многих фирмах, в частности в Siemens. В 1946—1947 годах Тирринг был деканом философского факультета Венского университета.
После окончания войны Тирринг дал слово, что его научная работа будет направлена только на сохранение мира. В 1957 году он был одним из организаторов первой Пагуошской конференции, которая собрала многих мировых ученых (в частности, в ней принимали участие Лео Силард и Хидэки Юкава), где поднимались такие вопросы, как опасность ядерного оружия, контроль за его использованием, ответственность ученых.
Ханс Тирринг принимал активное участие в австрийской политике. Он был членом социал-демократической партии и избирался от нее в Федеральный совет Австрии, где был депутатом с 1957 до 1963 года. За активное участие в движении за мир он дважды номинировался на Нобелевскую премию мира. В 1963 году предложил план одностороннего разоружения Австрии, который стал известен как план Тирринга. Его концепция нейтральной Австрии, которая включала в себя полное разоружение страны и роспуск армии, а охрана границ предлагалась ООН. Но австрийское правительство и ведущие партии Бундесрата отвергли такие идеи.
Ганс Тирринг умер 22 марта 1976 года, не дожив одного дня до своего 88-летия.

## Научная деятельность и изобретения
Главным научным достижением Ханса Тирринга считается его совместная с Йозефом Лензе работа 1918 года, где была предусмотрена релятивистская поправка к ускорению Кориолиса, которая учитывает искривление пространства-времени вблизи больших вращающихся масс. Эта поправка получила название эффекта Лензе — Тирринга. В 2004 году этот эффект был подтвержден в эксперименте Gravity Probe B, который был проведен в открытом космосе на орбите вокруг Земли.
В 1928 году, еще до появления в Европе первых американских звуковых фильмов, Тирринг предложил метод производства и воспроизведения звукового кино с помощью селеновых элементов (известные как элементы Тирринга), которые использовались как светочувствительные. В 1929 году вместе с пионером австрийского радиовещания, директором радиостанции RAVAG Оскаром Чейя он основал компанию «Селенофон» — первую в Австрии фирму по производству звуковых фильмов. Фирма была популярна в Вене, но довольно скоро была вытеснена американскими конкурентами. Элементы Тирринга также нашли применение в других отраслях, например, как фотоэлемент для сигнализаций.
Тирринг был заядлым лыжником, поэтому однажды, наблюдая за тем, как его сын катался на лыжах, расставивши руки с непромокаемым плащом, он увидел, что с помощью плаща спуск становится плавным и легким. Заметив этот факт, он сконструировал лыжный парашют (плащ Тирринга) — своего рода полотно между руками и ногами, которое дает ощущение плавности спуска. Позже Тирринг писал, что это самый приятное изобретение его жизни.

## Публикации
- Kernenergie gestern, heute und morgen. Verlag Oldenbourg, 1963.
- Der Weg der theoretischen Physik von Newton bis Schrödinger. Verlag Springer, 1962.
- Atomphysik in gemeinverständlicher Darstellung. Verlag Deuticke, 1954. 2., erg. Auflage.
- Die Idee der Relativitätstheorie. Verlag Springer, 1948. 3., verb. u. erg. Auflage.
- Atomkrieg und Weltpolitik. Danubia-Verlag, 1948.
- Der Schwebelauf. Deutscher Verlag für Jugend und Volk GmbH, Wien und Leipzig 1939.
- Mit O. Halpern: Grundgedanken der neueren Quantentheorie. Teil 1, 2. Springer, 1928, 1929. Ergebnisse der Exakten Naturwissenschaften.
- Mathematische Hilfsmittel der Physik. Handbuch der Physik, Bd. 3. Berlin 1928.
- Mit Josef Lense: Über den Einfluss der Eigenrotation der Zentralkörper auf die Bewegung der Planeten und Monde nach der Einsteinschen Gravitationstheorie. In: Physikalische Zeitschrift. Bd. 19, 1918, S. 156—163.
- Die Geschichte der Atombombe. In: Neues Österreich. Zeitungs- und Verlagsgesellschaft m.b.H., Wien 1946.